# Luzenac AP
A Luzenac Ariège Pyrénées egy 1936-ban alapított francia labdarúgócsapat, melynek székhelye Luzenac-ban található. A klub színei: piros és kék. Hazai pályájuk Stade Paul Fédou (befogadóképesség: 1200 fő), ám ez nem felel meg a francia másodosztály előírásainak, ezért hazai mérkőzéseit a Stade Ernest-Wallonban játsszák, mely Toulouse városában található (befogadóképesség: 19 500 fő).

## Sikerlista
- CFA2, E csoport győztese (1): 2005
- CFA, C csoport győztese (1): 2009
- Championnat National, ezüstérem (1): 2013–14

## Jelenlegi keret
2014. március 17.
| #  |     | Poszt | Név                |
| -- | --- | ----- | ------------------ |
| 1  | USA | K     | Quentin Westberg   |
| 2  | CIV | V     | Assane Karaboualy  |
| 3  | GEO | V     | Amiran Sanaia      |
| 4  | CMR | KP    | Guy Ngosso         |
| 5  | FRA | V     | Nicolas Kolczynski |
| 6  | MRT | KP    | Oumar N’Diaye      |
| 7  | COD | CS    | Tristan M’Bongo    |
| 8  | CIV | KP    | Franck Akaza       |
| 9  | FRA | CS    | Khalid Boutaïb     |
| 11 | FRA | V     | Jérôme Hergault    |
| 12 | FRA | KP    | Stéphan De Rueda   |
| 13 | FRA | CS    | Rémi Souyeux       |
| 14 | FRA | KP    | Mamadou Danfa      |

| #  |     | Poszt | Név                                      |
| -- | --- | ----- | ---------------------------------------- |
| 16 | FRA | K     | Cyril Garcia                             |
| 17 | CMR | CS    | Andé Dona Ndoh                           |
| 18 | FRA | KP    | Anthony Derouard                         |
| 20 | FRA | V     | Issa Makalou                             |
| 22 | FRA | KP    | Mickaël Diakota                          |
| 23 | FRA | V     | Stéphane Kakou                           |
| 25 | FRA | KP    | Nicolas Dieuze                           |
| 27 | FRA | V     | Julien Outrebon                          |
| 28 | FRA | KP    | Idriss Ech-Chergui                       |
| 29 | TOG | V     | Sénah Mango (kölcsönben a Marseille-től) |
| 30 | FRA | K     | Fabien Pidoux                            |
|    | FRA | CS    | Joseph Mendes                            |

## Fordítás
- Ez a szócikk részben vagy egészben  a   Luzenac AP című angol Wikipédia-szócikk fordításán alapul.  Az eredeti cikk szerkesztőit annak laptörténete sorolja fel. Ez a jelzés csupán a megfogalmazás eredetét és a szerzői jogokat jelzi, nem szolgál a cikkben szereplő információk forrásmegjelöléseként.